# Afroleptomydas westermanni
Afroleptomydas westermanni är en tvåvingeart som först beskrevs av Christian Rudolph Wilhelm Wiedemann 1819.  Afroleptomydas westermanni ingår i släktet Afroleptomydas och familjen Mydidae. Inga underarter finns listade i Catalogue of Life.